# Les Moitiers-d'Allonne
Les Moitiers-d'Allonne  là một xã thuộc tỉnh Manche trong vùng Normandie tây bắc nước Pháp. Xã này nằm ở khu vực có độ cao từ 0-127 mét trên mực nước biển.